# Árpád Pusztai
Árpád Pusztai (Boedapest, 8 september 1930 - Aberdeen, 17 december 2021) was een biochemicus van Hongaarse afkomst. Pusztai is gespecialiseerd in lectines en is bekend geworden als klokkenluider over dierproeven, die hij zelf had uitgevoerd met ratten.
Pusztai heeft scheikunde gestudeerd aan de Loránd Eötvös-universiteit in Boedapest, die studie rondde hij in 1953 af. Tot 1956 heeft hij daarna gewerkt aan de Hongaarse Academie van Wetenschappen. In dat jaar kwam Hongarije in opstand tegen Rusland en vluchtte hij via Oostenrijk naar Engeland. Daar heeft hij aan het Lister Instituut Lister in Londen zijn proefschrift geschreven. Van 1963 tot 1999 heeft hij in Schotland aan het Rowett Research Institute gewerkt, dat in Aberdeen is gevestigd. In 1988 werd hij Fellow van de Royal Society of Edinburgh.
De affaire, waardoor hij bekend is geworden, begon in 1998 toen Pusztai de resultaten van zijn onderzoek aan het Rowett Research Institute  publiek maakte. De ratten hadden genetisch gemodificeerde aardappelen te eten gekregen. De ratten kregen rauwe en gekookte aardappelen. Het was eerder aangetoond, dat de lectine, waarmee de aardappelen waren gemodificeerd voor sommige insecten giftig waren. Als controlegroep kregen sommige ratten aardappelen, die niet waren veranderd. Er werden een proef van 10 dagen en van 110 dagen uitgevoerd. Bij de ratten, die de gemodificeerde aardappelen hadden gekregen, was het maagslijmvlies in vergelijking met de controlegroep opgezet. Pusztai concludeerde daaruit, dat de oorzaak daarvan de aardappelen moesten zijn.